# Tanyptera (Mesodictenidia) antica antica
Tanyptera (Mesodictenidia) antica antica is een ondersoort van de tweevleugelige Tanyptera (Mesodictenidia) antica uit de familie langpootmuggen (Tipulidae). De ondersoort komt voor in het Palearctisch gebied.